# Erkki Melartin
Erkki Melartin, nacido Erik Gustaf Oskarsson Melartin (Käkisalmi, 7 de febrero de 1875-Helsinki, 14 de febrero de 1937) fue un compositor y director de orquesta finlandés.

## Biografía
Nació el mismo año que Maurice Ravel (compositor con quien también comparte el año de la muerte) en Käkisalmi (ahora Priozersk), ciudad de Finlandia pero ahora en Rusia.
Realizó sus estudios musicales como alumno de Martin Wegelius en Helsinki (1892 - 1899) y Robert Fuchs en Viena (1899 - 1901).
Además de componer, Melartin también enseñó y dirigió la orquesta del Colegio de Música de Helsinki, hoy Conservatorio de Helsinki. Trabajó como director de orquesta de Vyborg desde 1908 a 1911, a pesar de problemas de salud crónicos.
Melartin viajó al norte de África y la India, dirigiendo el estreno de la Sinfonía n.º 2 «Resurrección» de Gustav Mahler en Escandinavia, en 1909.

## Obra
Escribió más de 1000 obras, entre ellas seis sinfonías, una ópera, Aino (basado en la épica finlandesa), un concierto para violín, cuatro cuartetos de cuerda y varias piezas de piano. Fue un compositor que reflejó más la influencia de Mahler que de Jean Sibelius, compositor compatriota y contemporáneo suyo. Algunas composiciones representativas son:
- Leyenda I, Op. 6
- El jardín melancólico, Op. 52
- Noli me tangere, Op. 87
- Suite lyrique nº3, Impressions de Belgique.